# Filmografia Mammootty’ego

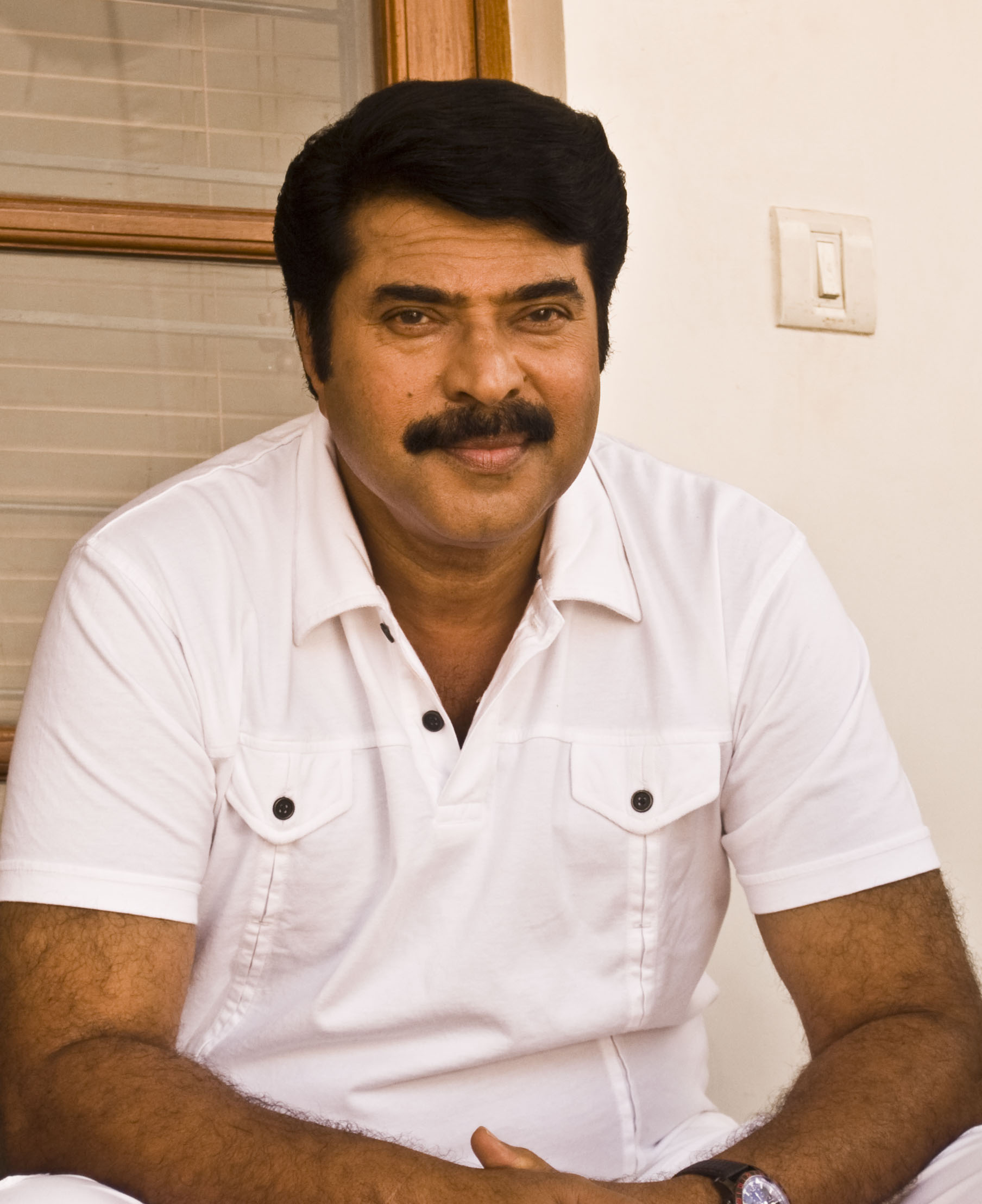
Mammootty

Filmografia Mammootty'ego, indyjskiego aktora, producenta filmowego i dystrybutora, a także wokalisty podkładającego głos w piosenkach filmowych. Obejmuje głównie produkcje w języku malajalam.

## Aktor
- 2016: Puthiya Niyamam
- 2015: Pathemari
- 2015: Utopiayile Rajavu
- 2015: Acha Din
- 2015: Bhaskar The Rascal
- 2015: Fireman
- 2014: Varsham
- 2014: Rajadhi Raja
- 2014: Munnariyippu
- 2014: Manglish
- 2014: Gangster
- 2014: Praise The Lord
- 2014: Balyakalasakhi
- 2013: Silence
- 2013: Kadal Kadannu Oru Mathukkutty
- 2013: Kunjananthante Kada
- 2013: Daivathinte Swantham Cleetus
- 2013: Immanuel
- 2012: Bavuttiyude Namathil
- 2012: Face 2 Face
- 2013: Kammath and Kammath
- 2012: Jawan of Vellimala
- 2012: Thappana
- 2012: Cobra
- 2011: The King and The Commissioner
- 2011: Venicile Vyapari
- 2011: 1993 Bombay March 12
- 2011: The Train
- 2011: Doubles
- 2011: August 15
- 2010: Best Actor
- 2010: Best of Luck
- 2011: Shikkari
- 2010: Vandematharam
- 2010: Pranchiyettan and The Saint
- 2010: Kutty Shranku
- 2010: Pokkiri Raja
- 2010: Pramani
- 2010: Yugapurushan
- 2010: Dhrona
- 2009: Chattambi Nadu
- 2009: Paleri Manikyam
- 2009: Kerala Cafe
- 2009: Pazhassi Raja
- 2009: Loudspeaker
- 2009: Daddy Cool
- 2009: E Pattanathil Bhootham
- 2009: Love In Singapore
- 2008: Twenty 20
- 2008: Mayabazar
- 2008: Parunthu
- 2008: One Way Ticket
- 2008: Annan Thambi
- 2008: Raudram
- 2007: Katha Parayumbol
- 2007: Nasrani
- 2007: Ore Kadal
- 2007: Mission 90 Days
- 2007: Big B
- 2007: Mayavi
- 2007: Kayyoppu
- 2006: Palunku
- 2006: Karutha Pakshikal
- 2006: Pothan Vava
- 2006: Bhargavacharitham Moonnam Khandam
- 2006: Prajapathi
- 2006: Balram vs. Tharadas
- 2006: Thuruppu Gulan
- 2005: Bus Conductor
- 2005: Rajamanikyam
- 2005: Nerariyan CBI
- 2005: Rappakal
- 2005: Thaskara Veeran
- 2005: Thommanum Makkalum
- 2004: Vesham
- 2004: Black
- 2004: Sau Jhooth Ek Sach (w w hindi)
- 2004: Vishwa Thulasi (w w języku tamilskim)
- 2004: Kaazhcha
- 2004: Aparichithan
- 2004: Vajram
- 2004: Sethurama Iyer CBI
- 2003: Pattalam
- 2003: Chronic Bachelor
- 2003: Shafak (w hindi, nie doczekał się premiery)
- 2002: Karmegam (w języku tamilskim)
- 2002: Danny
- 2002: Kaiyethum Doorath
- 2002: Phantom
- 2002: Junior Senior (w języku tamilskim)
- 2001: Dubai
- 2001: Rakshasa Rajav
- 2001: Aanandham (w języku tamilskim)
- 2000: Dr. Babasaheb Ambedkar (w języku angielskim)
- 2000: Kandukondain Kandukondain (w języku tamilskim)
- 2000: Arayannegalude Veedu
- 2000: Dada Sahib
- 2000: Narashimham
- 2000: Valliettan
- 1999: Ethirum Puthirum (w języku tamilskim)
- 1999: Ezhupunna Tharakan
- 1999: Thachiledathu Chundan
- 1999: The Godman
- 1999: Megham
- 1999: Pallavur Devanarayanan
- 1999: Prempujari
- 1999: Stalin Sivadas
- 1998: The Truth
- 1998: Elavamkodu Desam
- 1998: Harikrishnans
- 1998: Oru Mravathoor Kanavu
- 1998: Marumalarchi (w języku tamilskim)
- 1998: Railway Coolie (w języku telugu)
- 1998: Sidhartha
- 1997: Bhoothakkannadi
- 1997: Kaliyoonjal
- 1997: Arasiyal (w języku tamilskim)
- 1997: Oral Mathram
- 1997: Puthayal (w języku tamilskim)
- 1996: Udyanapalakan
- 1996: Indra Prastham
- 1996: Aayiram Naavulla Ananthan
- 1996: Suryaputrulu (w języku telugu)
- 1996: Hitler
- 1996: Azhakiya Ravanan
- 1995: The King
- 1995: Ormmakalalundayirikanam
- 1995: No: 1 Sneha Theeram Bangalore North
- 1995: Makkal Aatchi (w języku tamilskim)
- 1995: Oru Abihibhashakante Case Diary
- 1995: Mazhayethum Munpe
- 1994: Sukrutham
- 1994: Sagaram Sakshi
- 1994: Vishnu
- 1994: Ponthan Mada
- 1994: Vidheyan
- 1993: Golanthara Vartha
- 1993: Padheyam
- 1993: Dhartiputra
- 1993: Jackpot
- 1993: Sainyam
- 1993: Sarovaram
- 1993: Valtsalyam
- 1993: Kilipetchu Ketkava (w języku tamilskim)
- 1993: Aayirappara
- 1993: Dhruvam
- 1992: Pappayude Swantham Appoos
- 1992: Kizhakkan Pathrose
- 1992: Swathi Kiranam (w języku telugu)
- 1992: Mahanagaram
- 1992: Johnnie Walker
- 1992: Soorya Manasam
- 1992: Kauravar
- 1991: Neelagiri
- 1991: Anaswaram
- 1991: Kanalkkattu
- 1991: Adayalam
- 1991: Thalapathi (w języku tamilskim)
- 1991: Inspector Balram
- 1991: Nayam Vekthamakkunnu
- 1991: Amaram
- 1991: Azhakan (w języku tamilskim)
- 1990: Parampara
- 1990: No:20 Madras Mail
- 1990: Ee Thanutha Veluppan Kalathu
- 1990: Kuttettan
- 1990: Iyer the Great
- 1990: Thriyathri (w języku hindi)
- 1990: Oliyampukal
- 1990: Kalikkalam
- 1990: Samrajyam
- 1990: Mathilukal
- 1990: Midhya
- 1990: Kottayam Kunjachan
- 1990: Purappadu
- 1989: Mrigaya
- 1989: Mahayanam
- 1989: Nair Saab
- 1989: Jagratha
- 1989: Artham
- 1989: Carnival
- 1989: Adharvam
- 1989: Utharam
- 1989: Oru Vadakkan Veeragatha
- 1989: Adikkurippu
- 1989: Mounam Sammadham (w języku tamilskim)
- 1989: Mudra
- 1989: Charithram
- 1988: Sanghnadam
- 1988: Mukthi
- 1988: Thanthram
- 1988: 1921
- 1988: Mattoral
- 1988: August 1
- 1988: Sankham
- 1988: Abkari
- 1988: Oru CBI Diary Kurippu
- 1988: Dinarathrangal
- 1988: Vicharana
- 1988: Manu Uncle
- 1987: Nalkkavala
- 1987: Anantharam
- 1987: Aankiliyude Tharattu
- 1987: Manivathoorile Aayiram Sivarathrikal
- 1987: Thaniyavarthanam
- 1987: New Delhi
- 1987: Kalam Mari Katha Mari
- 1987: Athinumappuram
- 1987: Adimakal Udamakal
- 1987: Nombarathi Poovu
- 1987: Ithrayum Kalam
- 1987: Sreedharante Onnam Thirumurivu
- 1987: Oru Sindoora Pottinte Ormaykku
- 1987: Kathakku Pinnil
- 1987: Kottum Kuravayum
- 1986: Ennu Nathante Nimmi
- 1986: Rareeram
- 1986: Kochu Themmadi
- 1986: Aval Kathirunnu Avanum
- 1986: Rakkuyilin Rajassadasil
- 1986: Sayam Sandhya
- 1986: Padayani
- 1986: Pranamam
- 1986: Geetham
- 1986: Veendum
- 1986: Ee Kaikalil
- 1986: Nyayavidhi
- 1986: Aavanazhi
- 1986: Poovinnu Puthiya Poonthennal
- 1986: Ice Cream
- 1986: Aayiram Kannukal
- 1986: Moonnu Masangalkku Munpu
- 1986: Nandi Veendum Varika
- 1986: Gandhinagar 2nd Street
- 1986: Adukkan Entheluppam
- 1986: Snehamulla Simham
- 1986: Kaveri
- 1986: Neram Pularumbol
- 1986: Poomukhappadiyil Ninneyum Kathu
- 1986: Arappatta Kettiya Gramathil
- 1986: Prathyekam Sradhikuka
- 1986: Kshamichu Ennoru Vakku
- 1986: Malarum Kiliyum
- 1986: Kariyila Kattu Pole
- 1986: Vartha
- 1986: Aalorungi Arangorungi
- 1986: Mazha Peyyunnu Maddalam Kottunnu
- 1986: Ithile Iniyum Varu
- 1986: Shyama
- 1986: Oru Katha Oru Nunnakkatha
- 1985: Akalathe Ambili
- 1985: Kandu Kandarinju
- 1985: Kathodu Kathoram
- 1985: Upaharam
- 1985: Karimpin Poovinakkare
- 1985: Aa Neram Alppa Dooram
- 1985: Puli Varunne Puli
- 1985: Vilichu Vilikettu
- 1985: Kanathaya Penkutty
- 1985: Ee Lokam Ivide Kure Manushyar
- 1985: Yathra
- 1985: Nirakkoottu
- 1985: Idanilangal
- 1985: Iniyum Katha Thudarum
- 1985: Puzhayozhukum Vazhi
- 1985: Ente Kanakkuyil
- 1985: Angadikkappurath
- 1985: Ayanam
- 1985: Oru Nokku Kanan
- 1985: Onningu Vannengil
- 1985: Manya Mahajanangale
- 1985: Katha Ithuvare
- 1985: Ee Sabdam Innathe Sabdam
- 1985: Anubandham
- 1985: Oduvil Kittiya Vartha
- 1985: Makan Ente Makan
- 1985: Thammil Thammil
- 1985: Eeran Sandhya
- 1985: Avidathepole Ivideyum
- 1985: Ee Thanalil Ithiri Neram
- 1985: Muhurtham Pathnonnu Muppathinu
- 1985: Parayanumvayya Parayathirikkanumvayya
- 1985: Thinkalazhcha Nalla Divasam
- 1985: Oru Sandesam Koodi
- 1984: Kodathi
- 1984: Aalkkoottathil Thaniye
- 1984: Aarorumariyathe
- 1984: Aattuvanchi Ulanjappol
- 1984: Aayiram Abilashangal
- 1984: Adiyozhukkukal
- 1984: Akkare
- 1984: Aksharangal
- 1984: Alakadalinakkare
- 1984: Anithichuvappu
- 1984: Ariyatha Veethikal
- 1984: Athirathram
- 1984: Chakkarayumma
- 1984: Edavelakku Sesham
- 1984: Engane Undasane
- 1984: Ente Upasana
- 1984: Ethirppukal
- 1984: Itha Innu Muthal
- 1984: Ithiri Poove Chuvannapoove
- 1984: Kanamarayathu
- 1984: Koottinilamkili
- 1984: Lakshmana Rekha
- 1984: Mangalam Nerunnu
- 1984: Manithali
- 1984: Onnanu Nammal
- 1984: Onnum Mindatha Bharya
- 1984: Oru Kochukatha Aarum Parayatha Katha
- 1984: Pavam Poornima
- 1984: Sandhyakenthinu Sindooram
- 1984: Sannarbham
- 1984: Thirakil Alppam Samayam
- 1984: Veendum Chalikkunna Chakram
- 1984: Vetta
- 1984: Vikatakavi
- 1983: Eettillam
- 1983: Aa Rathri
- 1983: Adaminte Variyellu
- 1983: America America
- 1983: Asthram
- 1983: Chakravalam Chuvannappol
- 1983: Changatham
- 1983: Coolie
- 1983: Ente Katha
- 1983: Guru Dakshina
- 1983: Himavahini
- 1983: Iniyenkilum
- 1983: Kattaruvi
- 1983: Kinnaram
- 1983: Kodumkattu
- 1983: Koodevide?
- 1983: Lekhayude Marnam: Oru Flashback
- 1983: Maniyara
- 1983: Mansoru Maha Samudram
- 1983: Marakkillorikkalum
- 1983: Nanayam
- 1983: Nathi Muthal Nathi Vare
- 1983: Onnu Chirikku
- 1983: Oru Madapravinte Katha
- 1983: Oru Mukham Pala Mukham
- 1983: Oru Swakaryam
- 1983: Pin Nilavu
- 1983: Prathigna
- 1983: Rachana
- 1983: Rugma
- 1983: Sagaram Santham
- 1983: Sandhyakku Virinja Poovu
- 1983: Sesham Kazhchayil
- 1983: Theeram Thedunna Thira
- 1983: Visa
- 1982: Innalenkil Nale
- 1982: Balloon
- 1982: Aa Divasom
- 1982: Amrutha Geetham
- 1982: Champalakadu
- 1982: Chiriyo Chiri
- 1982: Ee Nadu
- 1982: Enthino Pookunna Pookal
- 1982: Idiyum Minnalum
- 1982: John Jaffer Janardhanan
- 1982: Keni
- 1982: Komaram
- 1982: Oru Thira Pinneyum Thira
- 1982: Ponnum Poovum
- 1982: Padayottam
- 1982: Pooviriyum Pulari
- 1982: Post Mortem
- 1982: Sara Varsham
- 1982: Sindoora Sandhyakku Mounam
- 1982: Thadakom
- 1982: Veedu
- 1982: Vidhichathum Kothichathum
- 1982: Yavanika
- 1981: Ahimsa
- 1981: Oothikachiya Ponnu
- 1981: Thrishna
- 1981: Munnettam
- 1981: Sphodanam
- 1980: Mela
- 1980: Vilkkanundu Swapnangal
- 1979: Devalokam (nie doczekał się premiery)
- 1973: Kaalachakram
- 1971: Anubhavangal Palichakal

Źródła:

## Wokalista
- 2012: Jawan of Vellimala
- 2010: Kutty Shranku
- 2009: Loudspeaker
- 2007: Ore Kadal
- 2007: Kayyoppu
- 1999: Pallavur Devanarayanan
- 1995: Mazhayethum Munpe

Źródła:

## Producent
- 2012: Jawan of Vellimala
- 1987: Nadodikkattu
- 1986: Gandhinagar 2nd Street
- 1984: Adiyozhukkukal

Źródła:

## Dystrybutor
- Ritu
- Kaana Kanmani
- Chattambinadu
- Neelathamara

Źródła: